# Oki Sato
Ōki Satō (佐藤 オ オ キ Satō Ōki) (Toronto, 24 de diciembre de 1977) en es un diseñador y arquitecto japonés reconocido por ser el fundador y CEO de Nendo.

## Biografía
Estudió arquitectura en la Universidad de Waseda en Tokio, y el mismo año en que finalizó su etapa académica fundó su propio estudio, al que bautizó con el nombre de Nendo, en 2002. Desde el mismo, abordan proyectos en distintos campos creativos, como el diseño de producto, el interiorismo, el diseño gráfico, el branding y el interiorismo.
A lo largo de su carrera también ha realizado instalaciones temporales y exposiciones, siendo la primera de ellas la llamada "Streeterior", la cual tuvo lugar en Tokio para luego trasladarse a Milán en 2003. Dos años después, abrió una oficina en esta ciudad. En 2012, hizo lo propio en Singapur, abriendo su segunda sede fuera de su país.
También ha participado en eventos como el Salone del Mobile de la Feria de Milán, la Milan Design Week, el The London Design Festival, el Toronto Interior Design Show y la Stockholm Furniture & Northern Light Fair.
Entre 2012 y 2014, Oki estuvo impartiendo clases en la Universidad de Waseda en la que estudió.
Numerosas firmas internacionales del sector del diseño, como Thonet, Louis Poulsen, Moroso, Glas Italia o DePadova, le han encargado proyectos. Asimismo, compañías como Starbucks, Camper, Louis Vuitton y Puma han contratado sus servicios, y algunos de sus diseños han sido o están expuestos en museos de todo el mundo, como el MoMA, el Centro Pompidou, el Victoria & Albert Museum, el LACMA y el Centro de Arte de Chicago.

## Reconocimientos
Sato ha recibido varios premios a lo largo de su trayectoria, como el Good Design Award, el Red Dot Design Award, el German Design Award o el Elle Deco International Design Award. En 2012, la revista Wallpaper* lo eligió Diseñador del año.